# Chalcoscirtus flavipes
Chalcoscirtus flavipes là một loài nhện trong họ Salticidae.
Loài này thuộc chi Chalcoscirtus. Chalcoscirtus flavipes được Lodovico di Caporiacco miêu tả năm 1935.